# Bratz: The Movie
Bratz:  The Movie, eller bara Bratz, är en spelfilm baserad på dockorna med samma namn som släpptes i USA den 3 augusti 2007. Filmen är en komedifilm och är 98 minuter lång (USA). Den finns med svenskt tal.

## Skådespelare
- Logan Browning - Sasha
- Janel Parrish - Jade
- Nathalia Ramos - Yasmin
- Skyler Shaye - Cloe
- Chelsea Kane - Meredith
- Anneliese van der Pol - Avery
- Malese Jow - Quinn
- Ian Nelson - Dylan
- Stephen Lunsford - Cameron
- Jon Voight - Rektor Dimly
- Lainie Kazan - Bubbie
- Emily Rose Everhard - Cherish
- Chet Hanks - Dexter
- Constance Hsu - Julie, Jades mamma
- Kim Morgan Greene - Katie, Cloes mamma
- Tami-Adrian Greorge - Allison, Sashas mamma
- Kadeem Hardison - Sashas pappa

## Handling
Filmen handlar om fyra tjejer som alltid stöttat varandras personlighet och klädstil, men när de börjar High school, inser de att världen inte alltid är så lätt...